# Bjelovar-Križevci
Het comitaat Bjelovar-Križevci (Kroatisch: Bjelovarsko-križevačka županija , Hongaars: Belovár-Kőrös vármegye ,  Duits: Komitat Belovár-Kreutz) was een historisch comitaat in het noorden van het koninkrijk Kroatië en Slavonië (Hongaars: Horvát-Szlavónország) , maakte deel uit van Transleithanië en de Landen van de Heilige Hongaarse Stefanskroon. Tegenwoordig is het grondgebied verdeeld over de Kroatische provincies: Bjelovar-Bilogora en Koprivnica-Križevci.
Het comitaat werd in 1886 gecreëerd door een fusie van de twee comitaten waarnaar het gebied is genoemd en volgde de eerdere comitaten op die uit de 12e eeuw stamden.

## Ligging

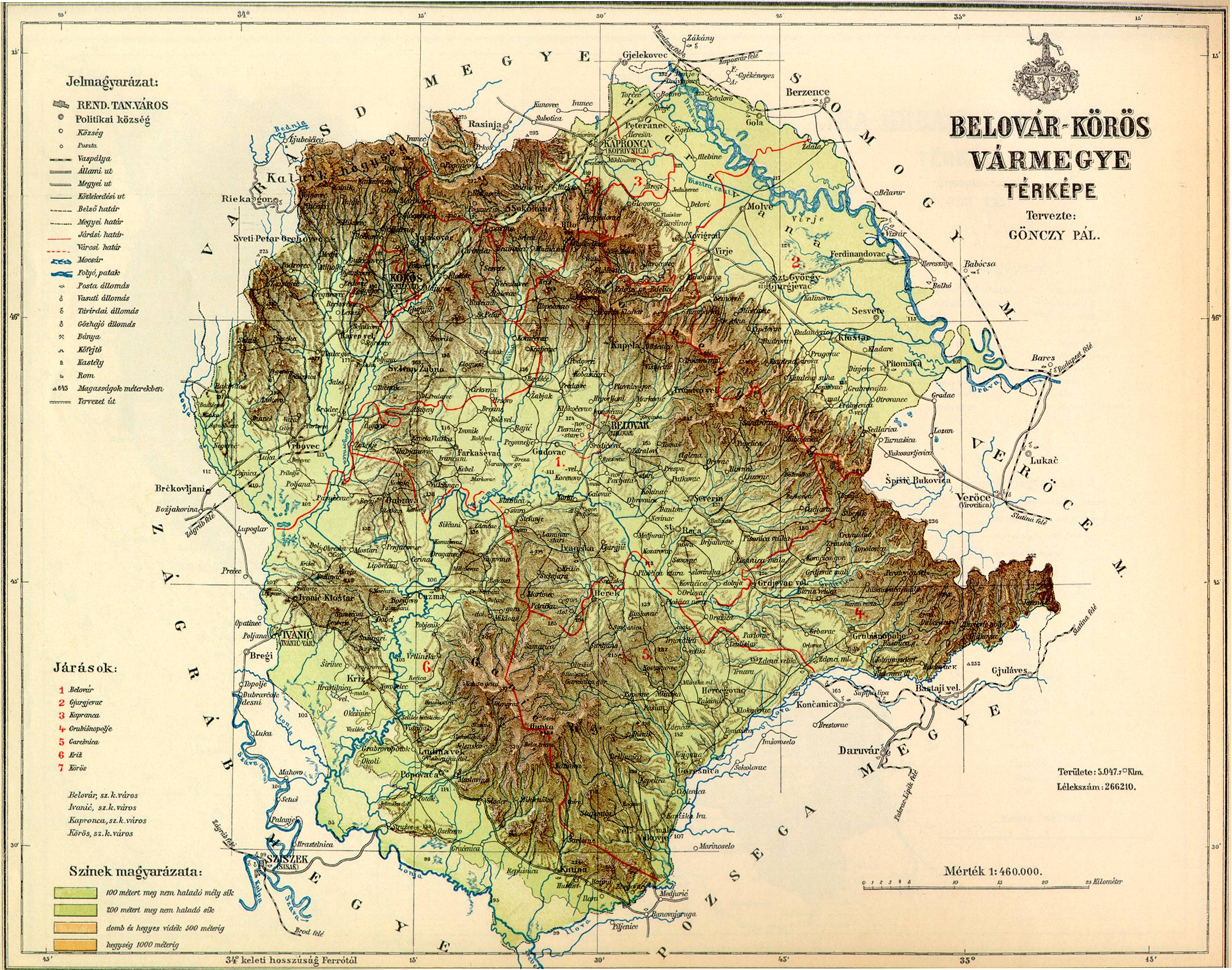
Kaart van het comitaat Bjelovar-Križevci / Belovár-Kőrös / Belovár-Kreutz in 1890

Het historische comitaat grensde aan het Hongaarse comitaat Somogy (historisch comitaat). Tevens aan de Kroatische comitaten: Varasd , Verőce , Pozsega en Zágráb .
De noordgrens een gebied, iets ten noorden van de Drau , die ook gelijk de landsgrens vormde met het Koninkrijk Hongarije , dit koninkrijk was in personele unie verbonden met het Koninkrijk Kroatië en Slavonië en haar voorgangers sinds 1102. Het comitaat had enigszins een vlak en anderszins een heuvelachtig en bergachtig landschap. Het vlakkere gebied was vooral rondom de riviervlakte van de Drau te vinden in het uiterste noorden van het comitaat. Het laaggebergte Moslavačka gora / Monoszlói-hegység is deels in het gebied gelegen en het comitaat wordt door kleinere rivieren doorsneden, waaronder de Česma / Csázma.

## Districten
| Stoeldistrict  | Hoofdplaats                                                                      |
| -------------- | -------------------------------------------------------------------------------- |
| Bjelovar       | Bjelovar / Belovár                                                               |
| Čazma          | Čazma / Csázma                                                                   |
| Garešnica      | Garešnica                                                                        |
| Gjurgjevac     | Gjurgjevac / Szentgyörgy, het huidige Đurđevac / Szentgyörgyvár / Sankt Georgwar |
| Grubišno Polje | Grubišno Polje / Poglack                                                         |
| Koprivnica     | Koprivnica / Kapronca / Kopreinitz                                               |
| Križevci       | Križevci / Kőrös / Kreuz                                                         |
| Kutina         | Kutina                                                                           |
| Stadsdistrict  |                                                                                  |
| Bjelovar       | Bjelovar / Belovár                                                               |
| Koprivnica     | Koprivnica / Kapronca / Kopreinitz                                               |
| Križevci       | Križevci / Kőrös / Kreuz                                                         |